# Науру на Летњим олимпијским играма 2012.
Науру је на Летњим олимпијским играма 2012. у Лондону учествовао са двојицом спортиста, који су се такмичили у два спорта. Било је то пето по реду учешће Науруа на ЛОИ од пријема у МОК.
На свечаном отварању Игара заставу Науруа носио је дизач тегова Ите Детенамо.
Науру је остао у групи земаља које до сада нису освајале олимпијске медаље.

## Учесници по дисциплинама
| Спорт         | Мушкарци | Жене | Укупно |
| ------------- | -------- | ---- | ------ |
| Дизање тегова | 1        | 0    | 1      |
| Џудо          | 1        | 0    | 1      |
| Укупно (2)    | 2        | 0    | 2      |

## Дизање тегова
Науру је квалификован за једног такмичара према индивидуалној ранг листи.
Мушкарци
| Текмичар     | Дисциплина | Трзај    | Трзај   | Избачај  | Избачај | Укупно | Пласман |
| Текмичар     | Дисциплина | Резултат | Пласман | Резултат | Пласман | Укупно | Пласман |
| ------------ | ---------- | -------- | ------- | -------- | ------- | ------ | ------- |
| Ите Детенамо | +105 кг    | 175      | 15      | 215      | 16      | 380    | 14/19   |

## Џудо
За такмичења у џудоу за Науру се квалификовао један џудиста.
| Џудиста       | Дис.     | 1. коло                            | 1/8 финала         | 1/4 финала         | Полуфинале         | Финале             | Репесаж 1          | Репесаже 1/4 финале | Репесаж полуфинале | Борба за бронзу    | Поз.             | Дет. |
| Џудиста       | Дис.     | Противник Резултат                 | Противник Резултат | Противник Резултат | Противник Резултат | Противник Резултат | Противник Резултат | Противник Резултат  | Противник Резултат | Противник Резултат | Поз.             | Дет. |
| ------------- | -------- | ---------------------------------- | ------------------ | ------------------ | ------------------ | ------------------ | ------------------ | ------------------- | ------------------ | ------------------ | ---------------- | ---- |
| Sled Dowabobo | до 73 кг | Јуракобилов (UZB) · Пор. 0001–0100 | Није се пласирао   | Није се пласирао   | Није се пласирао   | Није се пласирао   | Није се пласирао   | Није се пласирао    | Није се пласирао   | Није се пласирао   | Није се пласирао |      |